# Chaophraya Surasak
Chaophraya Surasak (taj. เจ้าพระยาสุรศักดิ์) – miasto w południowej Tajlandii w regionie Tajlandia Wschodnia, w prowincji Chonburi. W 2019 roku liczyło 143 024 mieszkańców.